# چوکادی‌تاماک
چوکادی‌تاماک (انگلیسی: Chukadytamak) یک شهرک در شهرستان تویمازینسکی استان باشقیرستان کشور روسیه است.